# Trakt Batorego
Trakt Batorego – to dawny szlak drogowy o znaczeniu wojskowym. Była to ważna droga biegnąca z Wilna na Psków, którą Stefan Batory prowadził wojska przeciw Iwanowi IV Groźnemu. Trakt wiedzie z Wilna przez Nową Wilejkę - Mickuny - Ławaryszki - Słobodę - Symoniele - Michaliszki - Świr - Konstantynów - Kobylnik (Narocz) - Duniłowicze – Głębokie - do Połocka.
Trakt swoją nazwę, z centralnym na nim miejscem Świra zawdzięcza działaniom króla, który rozpoczynając wojnę o odzyskanie Inflant w roku 1579, nakazał zgrupowanie i popis (przegląd) pod Świrem wszystkich wojsk koronnych i litewskich zaangażowanych w tę kampanię. W Świrze odbyła się narada wojenna, na której podjęto decyzję o zdobywaniu Połocka. Dnia 12 lipca 1579 roku w Świrze król Stefan Batory wydał w tych sprawach specjalny manifest do grupujących się wojsk Rzeczypospolitej.
Po zwycięskich wyprawach Stefana Batorego na Psków i Wielkie Łuki trakt ten (i przedłużenie ulicy Połockiej w Wilnie od Krzywego Koła) nazwano jego imieniem. Ważny był jeszcze na początku XX wieku. Później, wobec budowy nowych dróg, jego znaczenie stopniowo zanikało. Dzisiaj pozostałością po Trakcie Batorego są boczne drogi we wschodniej Białorusi. 